# مسك - الأردن
شركة الشرق الأوسط للكابلات المتخصصة (مسك -الأردن) (المعروفة سابقًا باسم: شركة الكابلات الجديدة الأردنية) هي شركة تصنيع يقع مقرها في الأردن. تأسست الشركة عام 1992 ويقع مصنعها الإنتاجي الرئيسي على بعد 60 كم من عمان. أسهمها مسجلة في بورصة عمان (المعروفة ب: ASE). تمكنت الشركة من القيام بالعمليات في 30 نيسان 2017.

## العمليات
تقوم شركة (مسك - الأردن) بتصنيع مجموعة كبيرة ومتنوعة من الكابلات تشمل على:
- كابلات إلكترونية للإستخدام الهوائي وتحت الأرض.
- كابل إلكتروني للإستخدام الداخلي المستخدم من قبل الكهربائيين.
- كابلات تستخدم في التحكم وإرسال الإشارة في سكك الحديد وسكك المرور والإستعمالات الصناعية.
- كابل هاتفي للإستعمال الداخلي والخارجي
- كابل محوري